# フォンテーヌブロー条約 (1785年)
フォンテーヌブロー条約（フォンテーヌブローじょうやく、オランダ語: Verdrag van Fontainebleau）は、1785年11月8日にフォンテーヌブローで締結された、神聖ローマ皇帝ヨーゼフ2世とネーデルラント連邦共和国のスターテン・ヘネラールの間の条約である。
条約により、共和国はスヘルデ川河口の主権を保持するが、いくつかの要塞を破壊、1,000万フローリンを支払うことが定められた。
条約は大まかには1648年のミュンスターの和約を再確認したものだった。
条約は1784年のやかん戦争を正式に終わらせた。